# Humble (Texas)
Humble ist eine Stadt in Harris County im US-Bundesstaat Texas und gehört zur Metropolregion Houston. Das U.S. Census Bureau hat bei der Volkszählung 2020 eine Einwohnerzahl von 16.795 ermittelt.

## Geographie
Humbles geographische Koordinatenlauten 30° 0′ N, 95° 16′ W.
Nach den Angaben des United States Census Bureaus hat die Stadt eine Fläche von 25,45 km², wovon 25,29 km² auf Land und 0,16 km² auf Gewässer entfallen.

## Demographie
Zum Zeitpunkt des United States Census 2020 betrug die Einwohnerzahl der Stadt 16.795. Es wurden 6.373 Haushalte und 3.411 Familien gezählt.

## Söhne und Töchter der Stadt
- Howard Hughes (1905–1976), Unternehmer, Filmproduzent und Regisseur
- David Kersh (* 1970), Country-Sänger
- Jon Dorenbos (* 1980), Footballspieler
- Samuel Cosmi (* 1999), Footballspieler
- Leon Flach (* 2001), Fußballspieler
- Kenyon Green (* 2001), Footballspieler